# 小梅利尼
小梅利尼（法語：Méligny-le-Petit，法語發音：[meliɲi lə pəti]）是法国默兹省的一个市镇，与大梅利尼相邻，属于科梅尔西区。

## 地理
小梅利尼（48°39'34"N, 5°27'56"E）面积8.39 平方千米，位于法国大東部大區默兹省，该省份为法国西北部内陆省份，北与比利时接壤，西接马恩省和阿登省，南至上马恩省和孚日省，东临默尔特-摩泽尔省。
与小梅利尼接壤的市镇（或旧市镇、城区）包括：巴尔布尔河畔博韦、博维奥勒、巴尔布尔河畔马尔松、大梅利尼、雷夫鲁瓦、索尔沃。

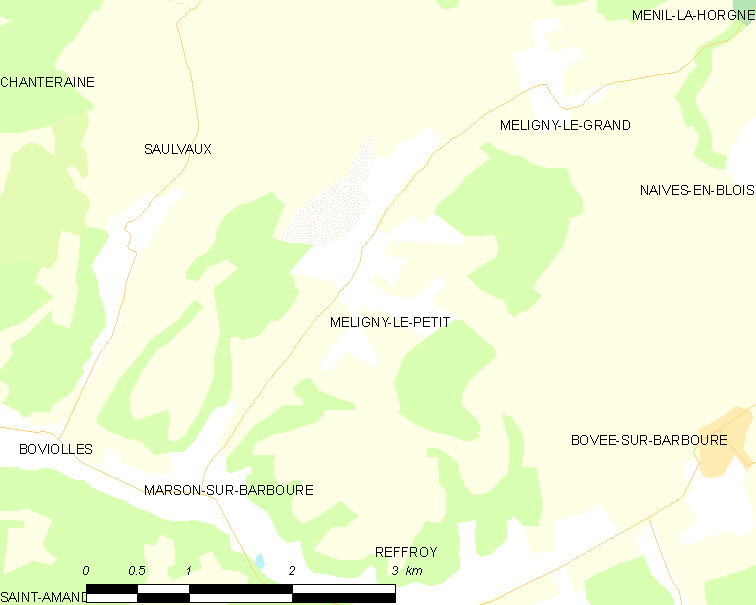
小梅利尼的OSM定位图

小梅利尼的时区为UTC+01:00、UTC+02:00（夏令时）。

## 行政
小梅利尼的邮政编码为55190，INSEE市镇编码为55331。

## 政治
小梅利尼所属的省级选区为沃库勒尔县。

## 人口

1962-2008年间小梅利尼人口变化图示

小梅利尼于2022年1月1日时的人口数量为74人。